# 19575 Фіні
19575 Фіні (19575 Feeny) — астероїд головного поясу, відкритий 9 червня 1999 року.
Тіссеранів параметр щодо Юпітера — 3,603.